# Robert Omnes
Pour les articles homonymes, voir Robert et Omnes.
Robert Omnes, né à Dinan le 26 février 1930 et mort le 22 juin 2010 à Plonéour-Lanvern, était un linguiste français.

## Biographie
Il s’intéresse très jeune à l’histoire et à la langue bretonnes. Passionné par les langues, il mène des études d’espagnol, de linguistique et de celtique à l’Université de Rennes. Parallèlement il s’investit dans différentes actions en faveur de la culture bretonne : il participe à la fondation de la Jeunesse étudiante bretonne (1952), du cercle celtique de Dinan la même année et de celui de Dinard en 1954. Il est aussi secrétaire (1959), puis président de la Confédération Kendalc’h (1961-1964). Titulaire du CAPES, il enseigne l’espagnol à Quimper de 1956 à 1969. Agrégé en 1969, il enseigne à l’Université de Bretagne occidentale de 1969 à 1998. Docteur en linguistique en 1991, ses recherches concernent la phonétique et la phonologie espagnoles.
Il publie aussi plusieurs ouvrages et articles sur les relations historiques entre la Bretagne et la péninsule ibérique. De 1982 à 2000, il préside le Comité Bretagne-Galice. Son action en faveur de la culture bretonne ne faiblit pas non plus : maire de Plomelin de 1965 à 1995, il y accueille la première école Diwan de Cornouaille, permet la mise en place d’une signalétique bretonne dans sa commune dès 1968, participe à la création de la chorale Kanerien Sant Meryn (1983) et de la troupe de théâtre Strollad Yann an Aod (1999). Il est décoré de l'ordre de l'Hermine (2002). Il a été aidé par son ami Émile Laurent pour le soutien de la culture bretonne et pour l'embellissement de la commune de Ploveilh (Plomelin). Il fut un acteur de théâtre dans les pièces de Pierre Jakez Hélias et pendant longtemps le président de la chorale.